# Späte Sühne
Späte Sühne, auch bekannt als Ein Mensch verschwindet (Originaltitel: Dead Reckoning), ist ein US-amerikanischer Film noir des Regisseurs John Cromwell aus dem Jahr 1946 nach einer Erzählung von Sidney Bidell und Gerald Drayson Adams. In Deutschland erschien der Film am 30. Januar 1951.

## Handlung
Die Fallschirmjäger Murdock und Drake kehren aus dem Zweiten Weltkrieg zurück und sollen in Washington geehrt werden. Auf dem Weg dorthin verschwindet Drake. Murdock verfolgt die Hinweise und Spuren seines Freundes nach Gulf City. Dort erfährt er, dass Drake bei einem Autounfall verbrannt ist. Murdock findet heraus, dass Drake unter falschem Namen in die Armee eingetreten ist, um einer Mordanklage zu entgehen. Er soll einen reichen alten Mann namens Chandler ermordet haben, weil er sich in dessen Frau Coral verliebt hat.
In einem Nachtclub befragt Murdock den Mordzeugen Louis Ord, der ihm erklärt, er habe einen Brief von Drake. Auch Coral und den Barbesitzer Martinelli lernt Murdock kennen. Irgendetwas ist in seinem Drink und er wird bewusstlos. Am nächsten Morgen erwacht er und findet Ords Leiche in seinem Hotelzimmer. Murdock lässt vor Eintreffen der Polizei die Leiche verschwinden. Lieutenant Kincaid hat einen anonymen Tipp bekommen, dem er nachgeht. Murdock arbeitet daraufhin mit Coral zusammen. Er glaubt, Martinelli habe Ord getötet, um an den Brief zu kommen. Er bricht in Martinellis Büro ein, aber der Safe steht offen. Murdock riecht den Duft von Jasmin wie bei Corals Parfüm und wird niedergeschlagen. Als er aufwacht, wird er von Martinellis Untergebenen Krause bearbeitet. Martinelli will wissen, was in dem Brief steht. Doch Murdock kann entkommen.
Er sucht Coral in ihrem Appartementhaus auf. Sie beteuert ihre Unschuld, aber sie gibt zu, ihren Mann in Notwehr erschossen zu haben. Sie hat Martinelli die Mordwaffe zur Aufbewahrung gegeben, aber seitdem erpresst er sie. Murdock will mit Coral die Stadt verlassen, doch zuvor, um Corals Angst zu lindern, die Waffe wieder beschaffen. Mit einer Pistole sucht er Martinelli auf. Martinelli erklärt, dass er und Coral verheiratet seien. Er habe Chandler getötet und Drake belastet, sodass Coral nicht wegen Bigamie angeklagt werden kann. Als Murdock und Martinelli das Haus verlassen, wird Martinelli erschossen.
Murdock fährt mit Coral weg. Während der Fahrt beschuldigt Murdock sie, dass sie ihn treffen wollte, nicht Martinelli. Als sie die Waffe auf ihn richtet, verursacht Murdock einen Unfall. Er überlebt, aber Coral stirbt an ihren schweren Verletzungen. Murdock tröstet sie in ihren letzten Augenblicken.

## Hintergrund
Für die Filmbauten war Stephen Goosson zuständig. Das Kostümdesign übernahm Jean Louis. Als musikalischer Leiter kam Morris Stoloff zum Einsatz.

## Kritiken
„Spannender Kriminalfilm des ‚film noir‘ der 40er Jahre, in dem Humphrey Bogart seinen Rollentyp aus dem Malteser Falken nur geringfügig abwandelt“, urteilte das Lexikon des internationalen Films. Für den Evangelischen Filmbeobachter war Späte Sühne hingegen „[e]in dürftiger Kriminalfilm, der am Anfang mit Problemen angibt und hinterher sich aus trübsten Quellen speist“.

## Synchronisation
Die deutsche Synchronfassung entstand 1950 bei der Willy-Zeyn Film GmbH Berlin unter der Synchronregie von Erich Kobler.
| Rolle                | Darsteller       | Synchronsprecher       |
| -------------------- | ---------------- | ---------------------- |
| Capt. Warren Murdock | Humphrey Bogart  | Ernst Fritz Fürbringer |
| Coral Chandler       | Lizabeth Scott   | Ursula Traun           |
| Martinelli           | Morris Carnovsky | Wolfgang Eichberger    |
| Lt. Kincaid          | Charles Cane     | Bum Krüger             |